# Boeing X-45
Boeing X-45 je koncept bespilotne borbene letjelice za sljedeću generaciju potpuno autonomnih vojnih letjelica. Razvio ga je Boeingov Phantom Works, a proizveo Boeing Integrated Defence Systems. X-45 je bio dio DARPA-inog projekta J-UCAS.

## Razvoj
Boeing je razvio X-45 na temelju istraživanja prikupljenog za letjelicu Bird of Prey. X-45 ima krajnje niskoprofilni dorzalni usisnik smješten blizu nosa zrakoplova. Središnji trup je uklopljen u zaobljeno lambda krilo, s malim ispušnim otvorom. Nema okomite kontrolne površine jer odijeljena krilca u blizini svakog vrha krila funkcioniraju kao asimetrične zračne kočnice, osiguravajući kontrolu kormila, slično kao kod Northropovih letećih krila.
Uklanjanje pilota i njegovih pratećih objekata iz zrakoplova dramatično smanjuje trošak zrakoplova. Piloti na zemlji izvršavaju odluke više razine, ali je mehanički dio letenja zrakoplova autonoman.

## Varijante

### X-45A
Boeing je napravio dva modela X-45A; oba su bila smanjena letjelica s dokazom koncepta. Prvi je dovršio Boeingov Phantom Works u rujnu 2000. Cilj programa demonstracije tehnologije X-45A bio je razviti tehnologije potrebne za "provođenje suzbijanja neprijateljskih misija protuzračne obrane s bespilotnim borbenim zrakoplovima." Prva generacija bespilotnih borbenih letjelica primarno je planirana za ulogu zrak-zemlja, s obrambenim sposobnostima zrak-zrak zajedno sa značajnim upravljanjem na daljinu.
X-45A imao je svoj prvi let 22. svibnja 2002., a druga letjelica uslijedila je u studenom te godine. Dana 18. travnja 2004. prvi test bombardiranja X-45A u bazi zrakoplovnih snaga Edwards bio je uspješan; pogodio je metu na zemlji s inertnim precizno navođenim streljivom od 110 kg. Dana 1. kolovoza 2004., po prvi je put dva X-45A u letu istovremeno kontrolirao jedan zemaljski pilot.
X-45A uveo je vektor potiska po osi skretanja.

### X-45B/C
Veći model X-45B modificiran je kako bi imao još više goriva i tri puta veći borbeni domet, postavši X-45C. Rub svakog krila proteže se od nosa do vrha krila, dajući zrakoplovu veću površinu krila i tlocrt vrlo sličan B-2 Spiritu. Prvi od tri planirana zrakoplova X-45C prvotno je trebao biti dovršen 2006., a demonstracije sposobnosti planirane su za početak 2007. Do 2010. Boeing se nadao da će dovršiti autonomno punjenje gorivom u zraku X-45C pomoću KC-135 Stratotankera. Boeing je prikazao maketu X-45C na nepokretnim izlošcima na mnogim aeromitinzima.
Dio programa X-45C primio je 767 milijuna dolara od DARPA-e u listopadu 2004. za konstruiranje i testiranje tri letjelice, zajedno s nekoliko dodatnih ciljeva. X-45C je uključivao motor F404. U srpnju 2005. DARPA je dodijelila dodatnih 175 milijuna dolara za nastavak programa, kao i za implementaciju tehnologije autonomnog punjenja goriva u zraku.
Dana 2. ožujka 2006. američko ratno zrakoplovstvo odlučilo je ne nastaviti s projektom X-45. Međutim, Boeing je podnio prijedlog mornarici za pokaznu verziju X-45 na nosaču, označenu kao X-45N.

### X-45N
X-45N bio je Boeingov prijedlog demonstracijskog projekta mornaričkih bespilotnih borbenih zračnih sustava. Kada je postalo poznato da će američko ratno zrakoplovstvo prekinuti financiranje programa Joint Unmanned Combat Air System  (koji je uključivao X-45 i X-47 ) američka mornarica započela je vlastiti program UCAS. Zahtjevi su definirani tijekom ljeta 2006., a prijedlozi su predani u travnju 2007. 
Prvi let X-45N planiran je za studeni 2008., no Boeing nije dobio ugovor.  Ugovor je na kraju dodijeljen brodskom X-47 koji je predložio Northrop Grumman, čime je program X-45 okončan.
Softver koji je Boeing razvio kako bi X-45N omogućio autonomno slijetanje i polijetanje na nosače zrakoplova nedavno je instaliran na prvi F/A-18F, koji ga je koristio za obavljanje autonomnih prilaza. 

### Phantom Ray
Boeing je planirao razviti i demonstrirati bespilotni leteći testni model za napredne tehnologije zračnog sustava. Interno financiran program, nazvan Phantom Ray, koristi prototip vozila X-45C koji je Boeing izvorno razvio za DARPA-u. Bespilotna letjelica nije bila namijenjena niti jednom posebnom programu ili nadmetanju.

## Specifikacije (X-45A)

#### Opće karakteristike
- Duljina: 8,08 m
- Raspon krila: 10,31 m
- Visina:2,03 m
- Prazna masa: 3629 kg
- Pogon: 1 × Honeywell F124-GA-100 turboventilatorski motor

### Performanse
- Brzina krstarenja: 987 km/h
- Borbeni domet: 2400 km
- Gornja granica leta: 12 000 m

### Naoružanje
- Čvrste točke: 8 (2 odjeljka za oružje s 4 JDAM-a ili bombe malog promjera)